# 가타세정
가타세정(일본어: 片瀬町)은 일본 가나가와현의 중남부 가마쿠라군에 속했던 정이다.

## 연혁
- 1889년 4월 1일 - 정촌제 시행에 의해 가타세 촌과 에시마 촌이 합병해 가와구치 촌이 신설되었다.
- 1902년 9월 1일 - 에노시마 전철선 니야시키, 니시카타(현재의 쇼난해안공원역), 하마스카, 야마모토교 및 가타세(현재의 에노시마역)의 각 정류장이 개업하였다.
- 1903년 6월 20일 - 에노시마 전철 다쓰노구치 및 나가하라 정류장이 개업하였다.
- 1918년 6월 24일 - 에노시마 전기철도 중원정류장 폐지
- 1929년 3월 - 에노시마 전기철도의 가타세 정류장이 에노시마 정류장으로 개칭
  - 4월 1일 - 오다와라 급행 철도 에노시마 선 (현재의 오다큐 에노시마 선) 가타세 에노시마 역 개업
- 1933년 4월 1일 - 정으로 승격해 가타세정으로 개칭하였다.
- 1935년 7월 27일 - 쇼난해안도로(현 국도 134호)가 완공되었다.
- 1944년 2월 29일 - 에노시마 전기철도 아라야시키 및 하마스카 정류장이 폐지하였다.
  - 11월 18일 - 에노시마 전기철도 야마모토교 및 다쓰노쿠치 정류장이 폐지하였다.
- 1947년 4월 1일 - 후지사와 시에 편입 합병되었다.

현재는, 후지사와시의 가타세 지구에 해당된다.

## 교통

### 철도노선
중심이 되는 역은 에노시마 전기 철도 에노시마 역이다.
인접 시정촌에서는 에노시마 전기철도로 후지사와시 및 가마쿠라시로, 오다와라 급행철도 에노시마선으로 후지사와시로 연락한다.

## 참고 문헌
- 角川日本地名大辞典編纂委員会,『角川日本地名大辞典 神奈川県』1984, 角川書店